# Corrales (Nowy Meksyk)
Corrales – wieś w Stanach Zjednoczonych, w stanie Nowy Meksyk, w hrabstwie Sandoval.